# Random House
A Random House, Inc. é uma das principais editoras em língua inglesa do mundo. Faz parte da Bertelsmann, uma empresa de mídia alemã.
Além de Estados Unidos e Reino Unido, a Random House possui escritórios no Canadá, Austrália e Nova Zelândia. Na Austrália, os escritórios estão localizados em Sydney e Melbourne. Na Nova Zelândia, ficam em Glenfield, Auckland.
Em 1 de julho de 2013, após a conclusão de um acordo entre Bertelsmann e Pearson para fundir suas respectivas editoras, Random House e Penguin, estas passaram a deter 53% e 47%, respectivamente, da Penguin Random House, o maior grupo editorial de livros do mundo. O grupo edita ficção e não-ficção para adultos e crianças, impressos e digitais, nos EUA, Reino Unido, Canadá, Austrália, Nova Zelândia, Índia e restante da Ásia, África do Sul, Espanha, México, Argentina, Uruguai, Colômbia e Chile. A Penguin Random House emprega mais de dez mil pessoas no mundo através de quase 250 editoras, que publicam em conjunto mais de 15 mil títulos novos por ano. Suas listas de publicação incluem mais de setenta ganhadores do Prêmio Nobel e centenas de autores mais lidos do mundo.

## Selos editoriais
- Anchor Books
- Ebury Press
- BBC Books
- Vermillion
- Rider
- Time Out
- Villard (1983)
  - Strivers Row
- Chatto and Windus
- Xlibris
- Del Rey Books
- Del Rey Manga (que é também um selo da Del Rey Books)
- Ballantine Books